# Tomáš Ostrák
Tomáš Ostrák (Frýdek-Místek, 2000. február 5. –) cseh korosztályos válogatott válogatott labdarúgó, az amerikai St. Louis City középpályása.

## Pályafutása

### Klubcsapatokban
Ostrák a csehországi Frýdek-Místek városában született. Az ifjúsági pályafutását a Frýdek-Místek csapatában kezdte, majd a német Köln akadémiájánál kezdte.
2019-ben mutatkozott be a Köln első osztályban szereplő felnőtt keretében. A 2019–20-as szezonban az osztrák TSV Hartberg, míg a 2020–21-es szezonban a cseh Karviná csapatát erősítette kölcsönben. 2022. július 1-jén 3½ éves szerződést kötött az észak-amerikai első osztályban érdekelt St. Louis City együttesével. Először a 2023. február 26-ai, Austin ellen 3–2-re megnyert mérkőzésen lépett pályára. Első gólját 2023. március 19-én, a San Jose Earthquakes ellen hazai pályán 3–0-ás győzelemmel zárult találkozón szerezte meg.

### A válogatottban
Ostrák az U17-es, az U19-es és az U21-es korosztályú válogatottakban is képviselte Csehországot.
2020-ban debütált az U21-es válogatottban. Először a 2020. november 13-ai, Görögország ellen 2–0-ra megnyert mérkőzés félidejében, Dominik Plechatýt váltva lépett pályára. Első válogatott gólját 2021. szeptember 6-ai, Albánia ellen 4–0-ás győzelemmel zárult EB-selejtezőn szerezte meg.

## Statisztikák
2024. május 19. szerint
| Klub                      | Szezon   | Osztály            | Bajnokság | Bajnokság | Kupa  | Kupa | Nemzetközi | Nemzetközi | Összesen | Összesen |
| Klub                      | Szezon   | Osztály            | Meccs     | Gól       | Meccs | Gól  | Meccs      | Gól        | Meccs    | Gól      |
| ------------------------- | -------- | ------------------ | --------- | --------- | ----- | ---- | ---------- | ---------- | -------- | -------- |
| TSV Hartberg (kölcsönben) | 2019–20  | Osztrák Bundesliga | 11        | 1         | 1     | 0    | —          | —          | 12       | 1        |
| Karviná (kölcsönben)      | 2020–21  | Czech First League | 26        | 1         | 1     | 0    | —          | —          | 27       | 1        |
| Köln                      | 2021–22  | Bundesliga         | 5         | 0         | 1     | 0    | —          | —          | 6        | 0        |
| St. Louis City            | 2023     | MLS                | 31        | 3         | 2     | 0    | 2          | 0          | 35       | 3        |
| St. Louis City            | 2024     | MLS                | 12        | 1         | 0     | 0    | 2          | 0          | 14       | 1        |
| Összesen                  | Összesen | Összesen           | 85        | 6         | 5     | 0    | 4          | 0          | 94       | 6        |